# Michael Bowie
Michael Bowie (Tulsa, 25 settembre 1991) è un giocatore di football americano statunitense che gioca nel ruolo di offensive guard per i Cleveland Browns della National Football League (NFL). Fu scelto nel corso del settimo giro (242º assoluto) del Draft NFL 2013 dai Seattle Seahawks. Al college ha giocato a football all’Università statale dell'Oklahoma.

## Carriera professionistica

### Seattle Seahawks
Bowie fu scelto nel corso del settimo giro del Draft 2013 dai Seattle Seahawks. Debuttò come professionista nella vittoria della settimana 3 contro i Jacksonville Jaguars. La settimana successiva disputò la prima gara come titolare contro gli Houston Texans. La sua prima stagione regolare si concluse con 9 presenze, 8 delle quali come titolare. Il 2 febbraio 2014 vinse il Super Bowl XLVIII quando i Seahawks batterono i Denver Broncos per 43-8.

### Cleveland Browns
Svincolato dai Seahawks, il 3 agosto 2014 Bowie firmò coi Cleveland Browns.

## Palmarès

### Franchigia
- Super Bowl : 1

Seattle Seahawks: Super Bowl XLVIII
- National Football Conference Championship: 1

Seattle Seahawks: 2013

## Statistiche
| Partite totali      | 9 |
| Partite da titolare | 8 |

Statistiche aggiornate alla stagione 2013